# Johan I van Nassau-Weilburg
Johan I van Nassau-Weilburg (1309 – Weilburg, 20 september 1371), Duits: Johann I. Graf von Nassau-Weilburg, was graaf van Nassau-Weilburg, deel van het graafschap Nassau. Hij stamt uit de Walramse Linie van het Huis Nassau en is de stamvader van het Huis Nassau-Weilburg. Hij wordt beschreven als een daadkrachtige, ridderlijke man.

## Biografie
Johan was de tweede zoon van graaf Gerlach I van Nassau en Agnes van Hessen, dochter van landgraaf Hendrik ‘de Jongere’ van Hessen en Agnes van Beieren. Johan was eerst domheer te Mainz in 1328.

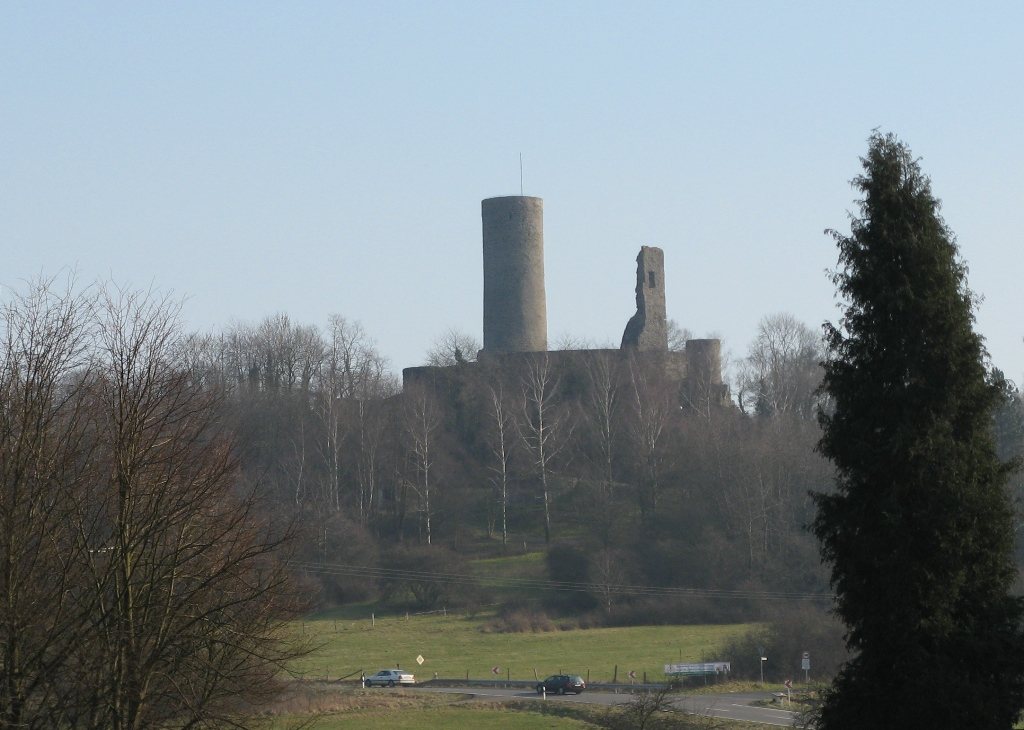
De ruïne van de Burcht Merenberg

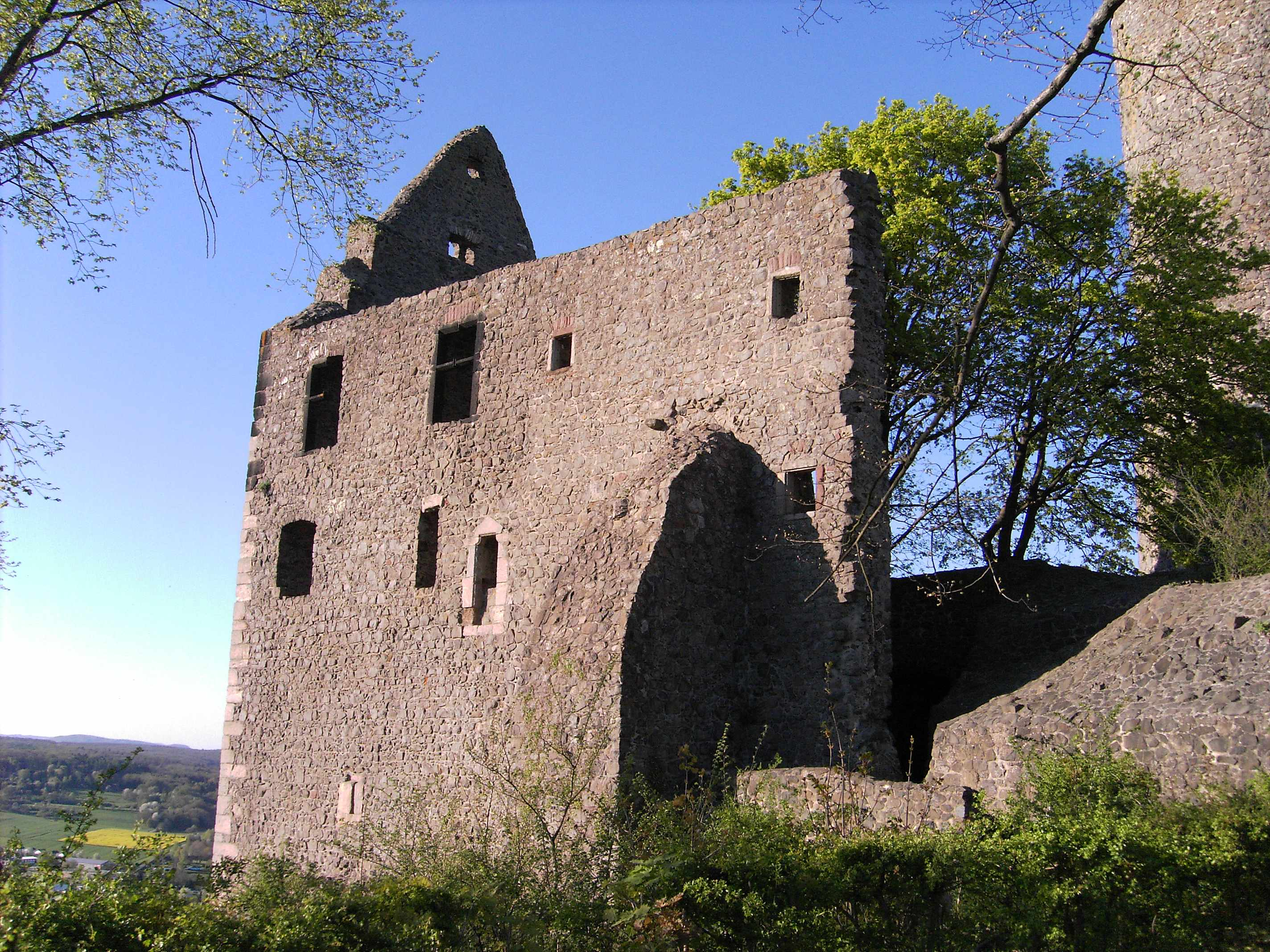
De ruïne van de Burcht Gleiberg

Bij zijn eerste huwelijk in 1333 met de erfdochter van de heerlijkheid Merenberg en het graafschap Gleiberg verkreeg Johan deze gebieden, en nam hij de titel graaf van Nassau-Merenberg aan.
In 1344 deed zijn vader afstand ten gunste van Johan en zijn oudere broer Adolf.
Op 16 mei 1354 werd Johan door zijn broer Gerlach, de aartsbisschop en keurvorst van Mainz, benoemd tot hoogste ambtman of landvoogd in Hessen, Thüringen en in het Eichsfeld voor Keur-Mainz. Hij was in functie tot 18 november 1356 en opnieuw van 6 oktober 1367 tot zijn dood.
In een op 25 november 1355 te Eltville gesloten verdrag gingen Adolf en Johan over tot een verdeling van hun bezittingen, Johan verkreeg bij die verdeling Weilburg, Neuweilnau, Freienfels, Gräfenhausen, Bleidenstadt, het deel van het ambt Cleeberg dat Nassaus bezit was en de verpande heerlijkheid Löhnberg. Gezamenlijk bezit van beide broers bleven de tol bij Wiesbaden, Klooster Schönau, Miehlen, de Burcht Laurenburg, de Esterau, het Vierherrengericht en het deel van de Burcht Nassau dat bezit was van de Walramse Linie. Deze gebieden konden niet verdeeld worden, omdat ze in 1255 bij de verdeling van het graafschap Nassau (de Prima divisio) gezamenlijk bezit van de Walramse en de Ottoonse Linie gebleven waren.

De halfbroers van Adolf en Johan, Kraft en Rupert, verkregen bij de verdeling van 1355 de Burcht Sonnenberg en regeerden sindsdien samen als graven van Nassau-Sonnenberg.
Talrijke vetes met de naburige dynastieën, kerkvorsten en steden vulden zijn bewind, omdat geen ander familielid als hij net zo bedacht was op de nieuwbouw en de verbouw van beschermende burchten. Tijdens zijn regering ontstonden de plaatsen Neu-Langenau, Hohlenfels, Cleen, Kirchberg unter dem Stauffenberg en Kyckenburg. Samen met graaf Gerhard VII van Diez bouwde Johan de Burcht Kirberg en deelde in 1355 met deze het bezit daarvan. In 1363 verkreeg Johan de heerlijkheid Lichtenstein.
Johan werd op 26 september 1366 door keizer Karel IV verheven tot Gefürsteter Graf (voor hemzelf en zijn nakomelingen). Noch hij noch zijn afstammelingen maakte ooit gebruik van deze titel.

Johan overleed te Weilburg op 20 september 1371. Hij werd opgevolgd door zijn zoon Filips I.

## Huwelijken en kinderen

### Eerste huwelijk
Johan huwde in 1333 met Geertruida van Merenberg (1311 ? – 6 oktober 1350), de oudste dochter van heer Hartrad VI van Merenberg en Lisa van Sayn. Geertruida was erfdochter van Merenberg en Gleiberg. Ze werd begraven te Weilburg.

Uit dit huwelijk werd één dochter geboren, kort na 1340 overleden, in 1340 verloofd met heer Reinhard II van Westerburg.

### Tweede huwelijk
Johan hertrouwde in 1353 met Johanna van Saarbrücken († oktober 1381), dochter van graaf Johan II van Saarbrücken en Gillette van Bar-Pierrefort. Johanna was erfdochter van Saarbrücken.

Uit dit huwelijk werden de volgende kinderen geboren:
1. Johanna (1362 – Marburg, 1 januari 1383, begraven in de Elisabethkerk te Marburg), huwde te Kassel tussen 30 januari en 11 februari 1377 met landgraaf Herman II ‘de Geleerde’ van Hessen (ca. 1342 – 10 juni 1413, begraven in de Elisabethkerk te Marburg).
2. Johan († 6 oktober 1365, begraven in Weilburg).
3. Johannetta († 6 oktober 1365, begraven in Weilburg).
4. Agnes († 1401), huwde in 1382 met Simon III Wecker graaf van Zweibrücken-Bitsch († 1401).
5. Filips I (1368 – Wiesbaden, 2 juli 1429), volgde zijn vader op als graaf van Nassau-Weilburg en erfde in 1381 het graafschap Saarbrücken.
6. Schonetta († Hildesheim, 25 april 1436, begraven in de Dom van Hildesheim), huwde eerst op 30 januari 1384 met baanderheer Hendrik X van Homburg (vermoord Kloosterkerk Amelunxborn, 11(13) november 1409, begraven in de Kloosterkerk Amelunxborn) en daarna tussen 18 juli en 22 september 1414 met hertog Otto II van Brunswijk-Grubenhagen (ca. 1396 – tussen 6 januari en 16 april 1452).
7. Margaretha (1370? – 22 januari 1427), huwde (contract 25 maart 1393) met graaf Frederik III van Veldenz († vóór 29 oktober 1444).

## Voorouders
| Voorouders van Johan I van Nassau-Weilburg | Voorouders van Johan I van Nassau-Weilburg                                                                | Voorouders van Johan I van Nassau-Weilburg                                            | Voorouders van Johan I van Nassau-Weilburg                                           | Voorouders van Johan I van Nassau-Weilburg                                           | Voorouders van Johan I van Nassau-Weilburg                                                      | Voorouders van Johan I van Nassau-Weilburg                                                             | Voorouders van Johan I van Nassau-Weilburg                                                    | Voorouders van Johan I van Nassau-Weilburg                                                    |
| ------------------------------------------ | --- | ------------------------------------------------------------------------------------- | ------------------------------------------------------------------------------------ | ------------------------------------------------------------------------------------ | ----------------------------------------------------------------------------------------------- | --- | --------------------------------------------------------------------------------------------- | --------------------------------------------------------------------------------------------- |
| Betovergrootouders                         | Hendrik II ‘de Rijke’ van Nassau (ca. 1180–1247/50) ⚭ vóór 1215 Machteld van Gelre en Zutphen (?–na 1247) | Diederik II van Katzenelnbogen (?–1245) ⚭ vóór 1219 Hildegunde (?–?)                  | Hendrik I van Isenburg-Cleeberg (?–vóór 1227) ⚭ Irmingard (?–1213/18)                | Hendrik van Blieskastel (?–1237) ⚭ vóór 1225 Agnes van Sayn (?–1259)                 | Hendrik II ‘de Edelmoedige’ van Brabant (ca. 1207–1248) ⚭ 1241 Sophia van Thüringen (1224–1275) | Otto I ‘het Kind’ van Brunswijk en Lüneburg (1204–1252) ⚭ 1228 Mathilde van Brandenburg (1206/15–1261) | Otto II ‘de Illustere’ van Beieren (1206–1253) ⚭ 1222 Agnes van Brunswijk (ca. 1201–1267)     | Rudolf I van Habsburg (1216–1291) ⚭ 1243/45 Gertrude van Hohenberg (1230/35–1281)             |
| Overgrootouders                            | Walram II van Nassau (ca. 1220–1276) ⚭ vóór 1250 Adelheid van Katzenelnbogen (?–1288)                     | Walram II van Nassau (ca. 1220–1276) ⚭ vóór 1250 Adelheid van Katzenelnbogen (?–1288) | Gerlach I van Isenburg-Limburg (?–1289) ⚭ Imagina van Blieskastel (?–vóór 1298)      | Gerlach I van Isenburg-Limburg (?–1289) ⚭ Imagina van Blieskastel (?–vóór 1298)      | Hendrik I ‘het Kind’ van Hessen (1244–1308) ⚭ 1263 Adelheid van Brunswijk-Lüneburg (?–1274)     | Hendrik I ‘het Kind’ van Hessen (1244–1308) ⚭ 1263 Adelheid van Brunswijk-Lüneburg (?–1274)            | Lodewijk II ‘de Strenge’ van Beieren (1229–1294) ⚭ 1273 Mechtild van Habsburg (ca. 1253–1304) | Lodewijk II ‘de Strenge’ van Beieren (1229–1294) ⚭ 1273 Mechtild van Habsburg (ca. 1253–1304) |
| Grootouders                                | Adolf van Nassau (ca. 1255–1298) ⚭ ca. 1271 Imagina van Isenburg-Limburg (?–na 1317)                      | Adolf van Nassau (ca. 1255–1298) ⚭ ca. 1271 Imagina van Isenburg-Limburg (?–na 1317)  | Adolf van Nassau (ca. 1255–1298) ⚭ ca. 1271 Imagina van Isenburg-Limburg (?–na 1317) | Adolf van Nassau (ca. 1255–1298) ⚭ ca. 1271 Imagina van Isenburg-Limburg (?–na 1317) | Hendrik ‘de Jongere’ van Hessen (?–1298) ⚭ 1290 Agnes van Beieren (?–1345)                      | Hendrik ‘de Jongere’ van Hessen (?–1298) ⚭ 1290 Agnes van Beieren (?–1345)                             | Hendrik ‘de Jongere’ van Hessen (?–1298) ⚭ 1290 Agnes van Beieren (?–1345)                    | Hendrik ‘de Jongere’ van Hessen (?–1298) ⚭ 1290 Agnes van Beieren (?–1345)                    |
| Ouders                                     | Gerlach I van Nassau (vóór 1288–1361) ⚭ 1307 Agnes van Hessen (?–1332)                                    | Gerlach I van Nassau (vóór 1288–1361) ⚭ 1307 Agnes van Hessen (?–1332)                | Gerlach I van Nassau (vóór 1288–1361) ⚭ 1307 Agnes van Hessen (?–1332)               | Gerlach I van Nassau (vóór 1288–1361) ⚭ 1307 Agnes van Hessen (?–1332)               | Gerlach I van Nassau (vóór 1288–1361) ⚭ 1307 Agnes van Hessen (?–1332)                          | Gerlach I van Nassau (vóór 1288–1361) ⚭ 1307 Agnes van Hessen (?–1332)                                 | Gerlach I van Nassau (vóór 1288–1361) ⚭ 1307 Agnes van Hessen (?–1332)                        | Gerlach I van Nassau (vóór 1288–1361) ⚭ 1307 Agnes van Hessen (?–1332)                        |